# L'Âne Culotte
L'Âne culotte è un romanzo di Henri Bosco pubblicato nel 1937. Costituisce il primo volume del trittico di Hyacinthe, cui fanno seguito Hyacinthe e Le Jardin d'Hyacinthe.

## Trama
Il romanzo è diviso in cinque parti:
1. Il racconto di Costantin Gloriot
2. Il diario di Cyprien
3. Le osservazioni di Constatin Gloriot
4. Le osservazioni dell'abate Chichambre
5. Fine del racconto di Constantin Gloriot

La storia si svolge in un villaggio provenzale. Il protagonista è un ragazzino di dodici anni, Costantin Gloriot, che vive coi nonni, ed è felice,  libero nella natura. Un giorno resta affascinato da un asino che porta i calzoncini d'inverno, e scopre che appartiene a Cyprien, un personaggio misterioso che nessuno conosce,  tranne l'abate Chichambre,  perché vive al di là delle colline, e manda l'asino da solo al villaggio per le sue commissioni.
Cyprien si è riproposto di far rinascere il paradiso terrestre, e sembra dotato di poteri tali che gli permettono di esercitare la sua volontà non solo sugli animali, ma anche sui vegetali e i minerali.  Quando l'asino in calzoni scende al villaggio, è oggetto di derisione da parte dei ragazzini, tra cui Constatin.
Un giorno il ragazzino disobbedisce ai nonni, oltrepassa un ponte, e segue l'asino fino al possedimento di Cyprien.  L'uomo stringe un legame forte col bambino, in cui riconosce doti simili alle proprie, e lo fa proprio erede. Lo incarica quindi di portare un ramo di mandorlo fiorito al curato del villaggio, ma lungo la strada Constantin incontra una ragazzina, Anne Madeleine, che ne vuole uno per sé.  Constantin si vede perciò costretto a tagliare un secondo ramo, ma questo provoca la sciagura su di lui. Cyprien sparisce, portando con sé Hyacinthe, la servetta dei nonni di Constantin, per andare a fondare un nuovo giardino.  Invece la casa che ha abbandonato viene bruciata dalle fiamme, l'asino in calzoni diventerà una bestia stupida e girovaga, e Constantin è costretto a venir via.